# Henri Dutrochet

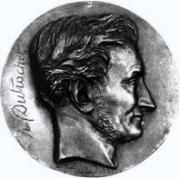
Henri Dutrochet.

René Joachim Henri Dutrochet, född 14 november 1776, död 4 februari 1847, var en fransk läkare och växtfysiolog.
Dutrochet deltog som militärläkare i Napoleons krig mot Spanien 1808-09 men ägnade sig snart helt åt fysiologiska studier. Han upptäckte endosmosen och framhöll dess betydelse för vissa fysiologiska förlopp och förklarade från denna synpunkt de olika turgescenstillstånden i växtvävnaderna, vatten- och näringsupptagandet med mera. Grundläggande är även Dutrochets undersökningar om växternas andning, retningsrörelserna, särskilt vissa tropismer och mekaniken vid mimosabladens rörelser. Han fastställde samhörigheten mellan de högre svamparnas fruktkroppar och det i jorden befintliga myceliet.